# Fördergersdorf

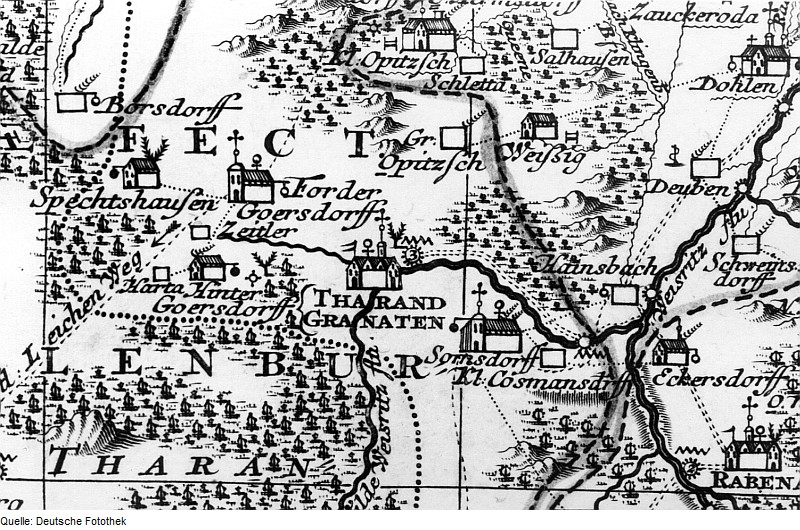
Forder Goersdorff und Zeitler auf einer Landkarte des 18. Jh.

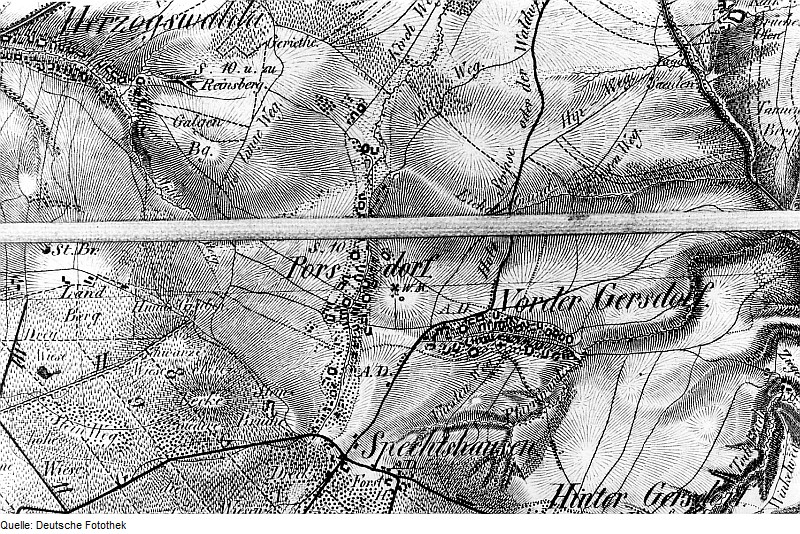
Vorder Gersdorf in der Karte von Oberreit 1821/22

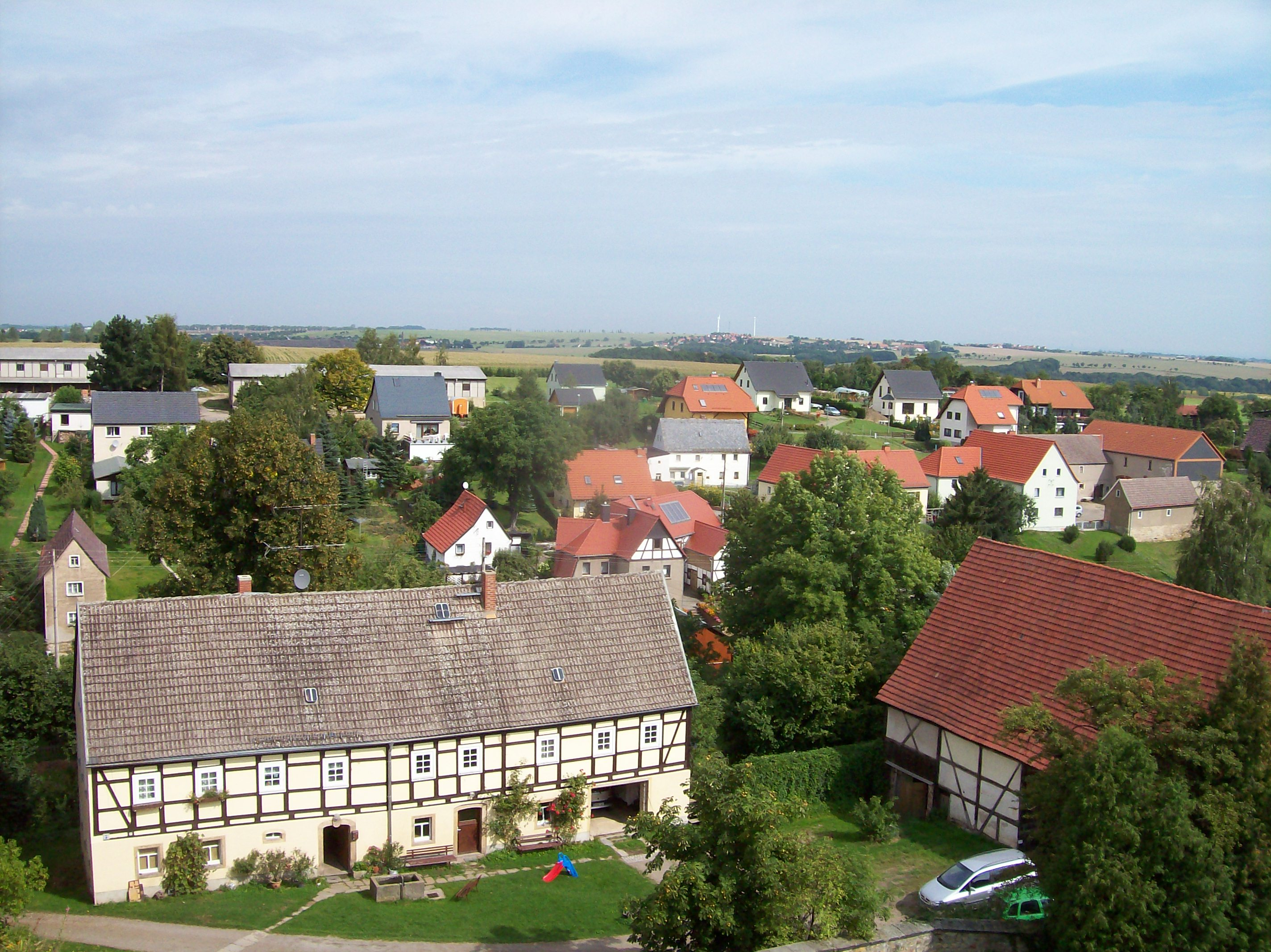
Blick vom Kirchturm via Pfarrhof über den Ort

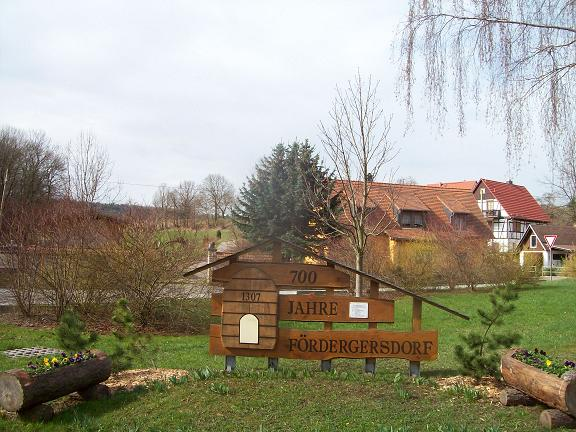
Begrüßungstafel am Ortseingang aus Richtung Tharandt

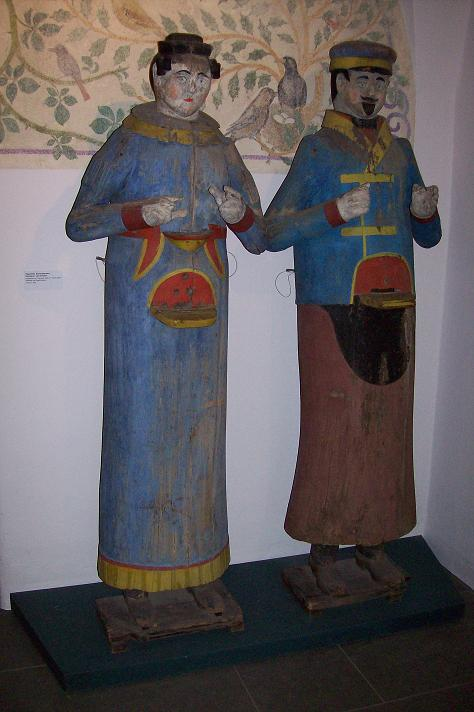
Figurenbienenbeuten, um 1885, heute im Museum für Sächsische Volkskunst in Dresden

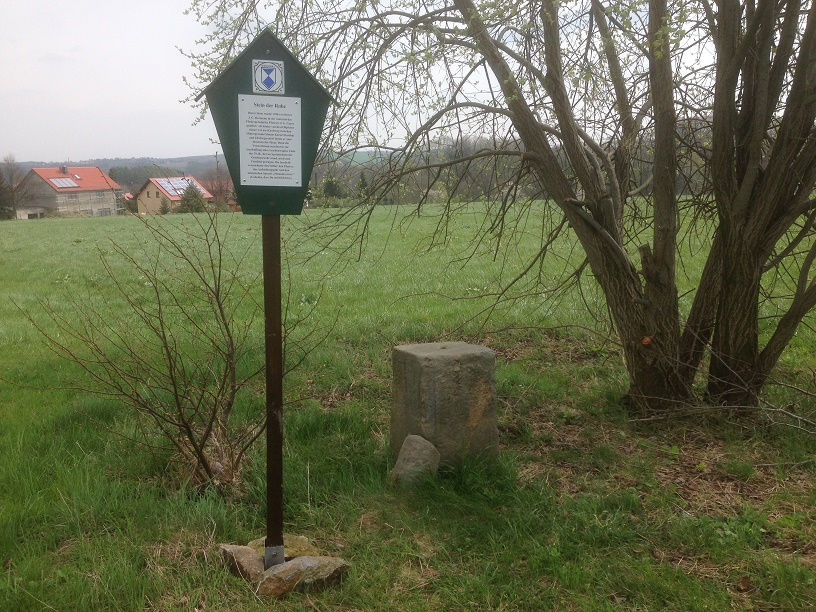
Stein der Ruhe am Kirchweg

Fördergersdorf ist ein Ortsteil der Ortschaft Kurort Hartha in der sächsischen Stadt Tharandt im Landkreis Sächsische Schweiz-Osterzgebirge.

## Geografie

### Lage
Der Ort Fördergersdorf hat eine Fläche von rund 3,21 km² und liegt nördlich des Tharandter Waldes. Im Nordwesten geht die Bebauung der ehem. Zeidlergemeinde des Oberdorfes mit dem Pohrsdorfer Rand und Glücks Wiese fast nahtlos in den Ort Pohrsdorf über, der ebenfalls ein Tharandter Ortsteil ist. Westlich gehören Teile von Spechtshausen und südlich Teile von Kurort Hartha zur Gemarkung Fördergersdorf. Zudem bildet der Ort eine eigene Gemarkung. Das Dorf erstreckt sich entlang des Fördergersdorfer Baches, der am unteren Ortsausgang in den Scheibenbach mündet.

### Nachbarorte
Um Fördergersdorf liegen die Orte:
| Pohrsdorf                  | Grumbach                                    | Braunsdorf        |
|                            | Kompassrose, die auf Nachbargemeinden zeigt | Klein-, Großopitz |
| Spechtshausen, Grillenburg | Kurort Hartha                               | Tharandt          |

## Geschichte
Fördergersdorf wurde zusammen mit Hintergersdorf als Waldhufendorf angelegt und soll 1205 durch den 1223 urkundlich erwähnten Kolonisten des Meißner Bischofs Bruno II. von Porstendorf, Gerhardus miles de Kezcelesdorph, im Zuge einer schmalen Siedlungstraße aus Richtung Kesselsdorf über das nach dem Bischof benannte Braunsdorf im Zuge des späteren Fürstenweges entstanden sein. Fördergersdorf wird in einer mehrfach zitierten, aber offenbar nicht mehr vorhandenen kirchlichen Urkunde von 1307 als Gerhartsstorf erstmals urkundlich erwähnt. Der Ort hat noch einen Ortsteil Zeidler, der heutige Pohrsdorfer Rand in der Ortslage Pohrsdorf und war 1378 zum Castrum Tharandt gehörig. 1550 gehörte Fördergersdorf zum Amt Tharandt-Grillenburg.
Fördergersdorf war von 1856 bis 1875 dem Gerichtsamt Tharandt angehörig, danach der Amtshauptmannschaft Dresden. Im Zuge der DDR-Kreisreform 1952 wurde Fördergersdorf Teil des Kreises Freital (später Landkreis). Am 1. Januar 1973 endete die Selbstständigkeit des Ortes durch die Eingemeindung nach Kurort Hartha, verbunden mit der staatlichen Anerkennung als Erholungsort. 1994 wurden Fördergersdorf und die anderen Harthaer Ortsteile zum neu gebildeten Weißeritzkreis geordnet. Seit 1999 ist Fördergersdorf per Gesetz ein Teil der Ortschaft Kurort Hartha und Ortsteil der Stadt Tharandt. 2008 ging Fördergersdorf in den Landkreis Sächsische Schweiz-Osterzgebirge über. Im Dezember 2010 erfolgte die erneute staatliche Anerkennung als Erholungsort, was bis 2023 Bestand hatte. 1993 belegte Fördergersdorf den 3. Platz im Kreiswettbewerb Unser Dorf soll schöner werden und nahm 2014 ebenfalls erfolgreich am Kreiswettbewerb Unser Dorf hat Zukunft teil.

### Entwicklung der Einwohnerzahl
| Jahr    | Einwohnerzahl                                           |
| ------- | ------------------------------------------------------- |
| 1550/51 | 15 besessene Mann, 17 Inwohner, 17 Hufen (ohne Zeidler) |
| 1764    | 29 besessene Mann, 6 Gärtner, 16 Häusler, 17 Hufen      |
| 1834    | 421                                                     |
| 1871    | 510                                                     |

| Jahr | Einwohnerzahl |
| ---- | ------------- |
| 1890 | 495           |
| 1910 | 532           |
| 1925 | 541           |
| 1939 | 500           |

| Jahr | Einwohnerzahl |
| ---- | ------------- |
| 1946 | 710           |
| 1950 | 763           |
| 1964 | 596           |
| 2013 | 411           |

### Ortsnamenformen
1307 wurde der Ort „Gerhartsstorf“ genannt, 1378 „Grozin-Gerhartstorf“ und 1447 „Fordirgerstorff“. 1537 als „Vorder Gerßdorff“ erwähnt, wurde Fördergersdorf im Jahr 1550 „Ober Gersdorff“, 1551 „Grosgersdorf“, 1551 „Forder Girsdorff“ und 1634 als „Förder Gärsdorff“ bezeichnet. 1791 kam die heutige Bezeichnung Fördergersdorf vor, die sich jedoch erst Anfang des 20. Jahrhunderts durchsetzte.

### Feuerlöschwesen
Die Ortschronik von Reinhold Kaiser (1890–1987) aus Fördergersdorf berichtet, dass 1769 die Anschaffung einer Handdruckspritze und 1784 der Bau des Spritzenhauses erfolgten. Davon kündete einst auch ein Spruch auf dem historischen Schlussstein am alten Spritzenhaus, der jetzt auf einer Gedenktafel am heutigen Feuerwehrhaus zu lesen ist:
Ich dien einen jeden Hertzlich gern in Feuers Noth nah oder Fern. Ach wolte Gott ich häde Ruh, und damit nichts zu thun. Anno 1769 bin ich von der Gemeinde angeschafft und 1784 überbauet worden. Johann Gottlieb Wustlich Zimmer Meister alhier.
1906 entstand ein neues Spritzenhaus am Dorfplatz. Bis zum Jahre 1939 bestand im Ort eine Pflichtfeuerwehr, in der alle arbeitsfähigen Männer mitwirken mussten. 1939 wurde die Freiwillige Feuerwehr gegründet. 1946 bekam die Feuerwehr ihre erste Motorspritze. Das jetzige Feuerwehrhaus wurde 1968 als Geräte- und Gemeindehaus am historischen Standort der alten Spritzenhäuser errichtet und 1999 umfassend erneuert sowie 2011/12 um- und ausgebaut. Nach den Gemeindegebietsreformen von 1973 und 1999 bestand die Feuerwehr Fördergersdorf als aktive Kommandostelle weiter, die bis heute als Ortsfeuerwehr auch den Mittelpunkt des kulturellen Lebens im Ort mit zahlreichen öffentlichen Veranstaltungen bildet.

### Pfarrhof
Das Pfarrhaus errichtete man nach der Reformation, die in Fördergersdorf 1539 Einzug hielt, im Jahre 1581 auf älteren Grundmauern neu. Über dessen Kellergewölben entstand 1701 das heutige, stattliche Gebäude mit einem teilweise verbretterten Fachwerkobergeschoss. Bemerkenswert darin ist ein versteckter Geheimraum für die Pfarrdokumente in Kriegszeiten. Der Dreiseithof besteht des Weiteren aus einem Wohnstallhaus und einer Scheune, die nach dem Brand des Hofes 1797 wohl auch auf älteren Grundmauern neu entstanden.

### Gasthof
Neben einem schon 1539 genannten Hopfengarten gehörte seit 1555 ein Brauhaus zur Fördergersdorfer Pfarre. Denn der Pfarrer hatte, neben dem Ortsrichter, in Fördergersdorf von alters her ein abgabenfreies Braurecht, durfte so viel Bier brauen und an die Einwohner verkaufen, wie er wollte, nur im Pfarrhaus selbst nichts ausschenken, was jedoch in der örtlichen  Schmiede erfolgte. Erst 1844 wurde mit dem Verkauf des Schankrechtes an den neuen Gasthof dieser sogenannte Reihenschank beendet. Der Gasthof besteht heute noch unter dem Namen Altes Wirtshaus.

## Sehenswürdigkeiten

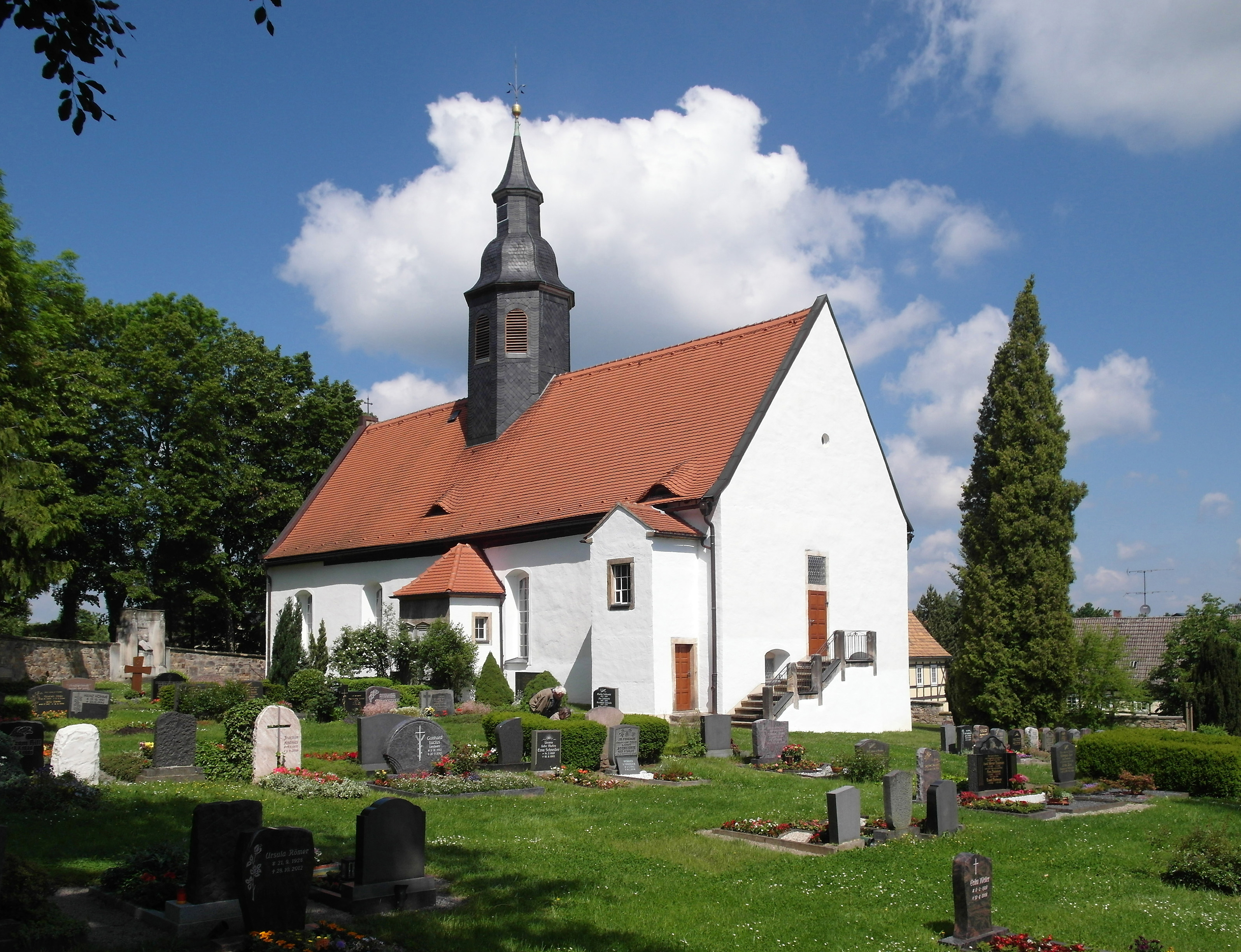
Kirche Fördergersdorf

- Kirche FördergersdorfDorfkirche, im Kern romanische Saalkirche mit mittelalterlichen Wandbildern
- Pfarrhof (17./18. Jahrhundert), auf Grundmauern aus dem 16. Jahrhundert und Friedhofsmauer (17./19. Jahrhundert) mit historischen Grabsteinen
- Jagdsäule von 1737 (Nachbildung) sowie Reformations- und Wettindenkmal von 1817/99 am Dorfplatz
- Kirchschule, gegründet 1591 auf dem Kirchlehen, heutiges Gebäude von 1894 mit Wappenstein, 1977–2013 Kindergarten, heute Dorfgemeinschaftshaus
- Kriegerdenkmale Erster Weltkrieg und Zweiter Weltkrieg an und in der Kirche
- Stein der Ruhe von 1780 – ehemaliger Trägerwechselstein für die Sargträger am Kirchweg Hintergersdorf – Fördergersdorf
- zwei hölzerne Figurenbienenbeuten aus dem 19. Jahrhundert – ausgestellt im Foyer vom Museum für Sächsische Volkskunst in Dresden, nachgebildet in Annaberg-Buchholz, Parkstr. 21, und gelistet im Deutschen Landwirtschaftsmuseum Schloss Blankenhain

## Persönlichkeiten
- Nicolaus von Carlowitz-Maxen (* 3. Dezember 1853, † 8. Januar 1885), Vitzthumschüler 1865–69, Besitzer des Freigutes in Fördergersdorf (vermutlich ehem. Mauls Gut, heute: Am oberen Bach 6)
- Georg Oertel (* 27. März 1856 Großdölzig, † 23. Juli 1916 Spechtshausen) – Reichstagsabgeordneter, konservativer Politiker, Chefredakteur der Deutschen Tageszeitung in Leipzig; verbrachte seine Sommerfrische auf dem Turmhof in Kurort Hartha; Grabmal auf dem Friedhof in Fördergersdorf
- Oskar Jobst (* 25. September 1873 Oelsnitz/Erzgebirge, † 28. Januar 1962 Kurort Hartha) – Dr.-Ing. e.h., Bergdirektor und Vorstand beim Steinkohlenbauverein Gersdorf bei Chemnitz; Wohnsitz in Kurort Hartha (heute: Parkstraße 6); Grab auf dem Friedhof in Fördergersdorf
- Reimar Gilsenbach (* 1925 bei Hünxe, † 22. November 2001 Brodowin) – Schriftsteller, Umwelt- und Menschenrechtsaktivist in der DDR; verbrachte seine Kindheit in Fördergersdorf (heute: Spechtshausener Str. 17) und besuchte hier die Schule